# Вагин, Михаил Григорьевич
Михаил Григорьевич Вагин (1923—2001) — советский хозяйственный, государственный и политический деятель, председатель колхоза имени В.И. Ленина Ковернинского района Горьковской области. Герой Социалистического Труда (1988).

## Биография
Родился 13 ноября 1923 года в деревне Чащовка,  Ковернинского района Нижегородской области в семье крестьянина. 
С 1940 по 1941 годы в период Великой Отечественной войны работал пионервожатым Ковернинской средней школы. С 1941 по 1942 годы начал работать в должности кредитного инспектора Государственного банка села Ковернино Ковернинского района Нижегородской области. С 1942 года призван в ряды Рабоче-Крестьянской Красной армии и направлен в действующую армию на фронт, участник Великой Отечественной войны в составе  3-й гвардейской мотострелковой бригады танкового корпуса — командир миномётного взвода и миномётной батареи. Воевал на Юго-Западном, Воронежском и 1-м Украинском фронтах, участник Курской битвы и боях за освобождение Украинской ССР, в 1944 году в боях был ранен. За участие в войне и проявленные при этом смелости и героизма был награждён двумя орденами Отечественной войны 1-й степени, двумя орденами Красной Звезды и медалью «За отвагу». 
С 1947 года после демобилизации из рядов Советской армии начал работать  инструктором Ковернинского районного комитета партии. С 1948 по 1953 годах проходил обучение в Горьковском сельскохозяйственном институте. С 1953 по 1955 годы работал в Горьковской области — главным агрономом Ковернинской машино-тракторной станции и в должности директора Вадской машино-тракторной станции. 
С 1955 по 1957 годы работал в одном из отделов Министерства сельского хозяйства РСФСР. С 1960 года после обучения в аспирантуре ВНИИ экономики сельского хозяйства был назначен руководителем Ковернинской и Хохломской ремонтно-транспортной станции и директором колхоза «Хохлома» Ковернинского района Горьковской области. 
С 1969 по 1991 годы в течение двадцати двух лет, М. Г. Вагин являлся председателем колхоза имени В. И. Ленина Ковернинского района Горьковской области. В 1973 и в 1976 годах Указом Президиума Верховного Совета СССР «за выдающиеся достижения в труде» М. Г. Вагин дважды был награждён Орденом Ленина.
12 января 1988 года  Указом Президиума Верховного Совета СССР «за достижение выдающихся успехов и трудовую доблесть, проявленную в развитии сельскохозяйственного производства и решении социальных задач колхоза»  Михаил Григорьевич Вагин был удостоен звания Героя Социалистического Труда с вручением Ордена Ленина и золотой медали «Серп и Молот». 
Помимо основной деятельности занимался в общественно-политической работой: с 1989 по 1991 годы избирался народным депутатом СССР и Верховного Совета РСФСР двух созывов,  делегатом XXVI съезда партии и XIX Всесоюзной конференции КПСС.
Умер 4 сентября 2001 года и похоронен в районном центре Ковернино Нижегородской области.

## Награды
- Медаль «Серп и Молот» (12.01.1988)
- Орден Ленина (11.12.1973, 23.12.1976, 12.01.1988)
- Орден Октябрьской революции (29.08.1986)
- Два Ордена Отечественной войны 1-й степени
- Орден Трудового Красного Знамени (08.4.1971)
- Два Ордена Красной Звезды (17.09.1943)(02.09.1944)
- Медаль «За отвагу»  (02.11.1944).

### Звание
- Почётный гражданин Нижегородской области (1995)